# Calandriani

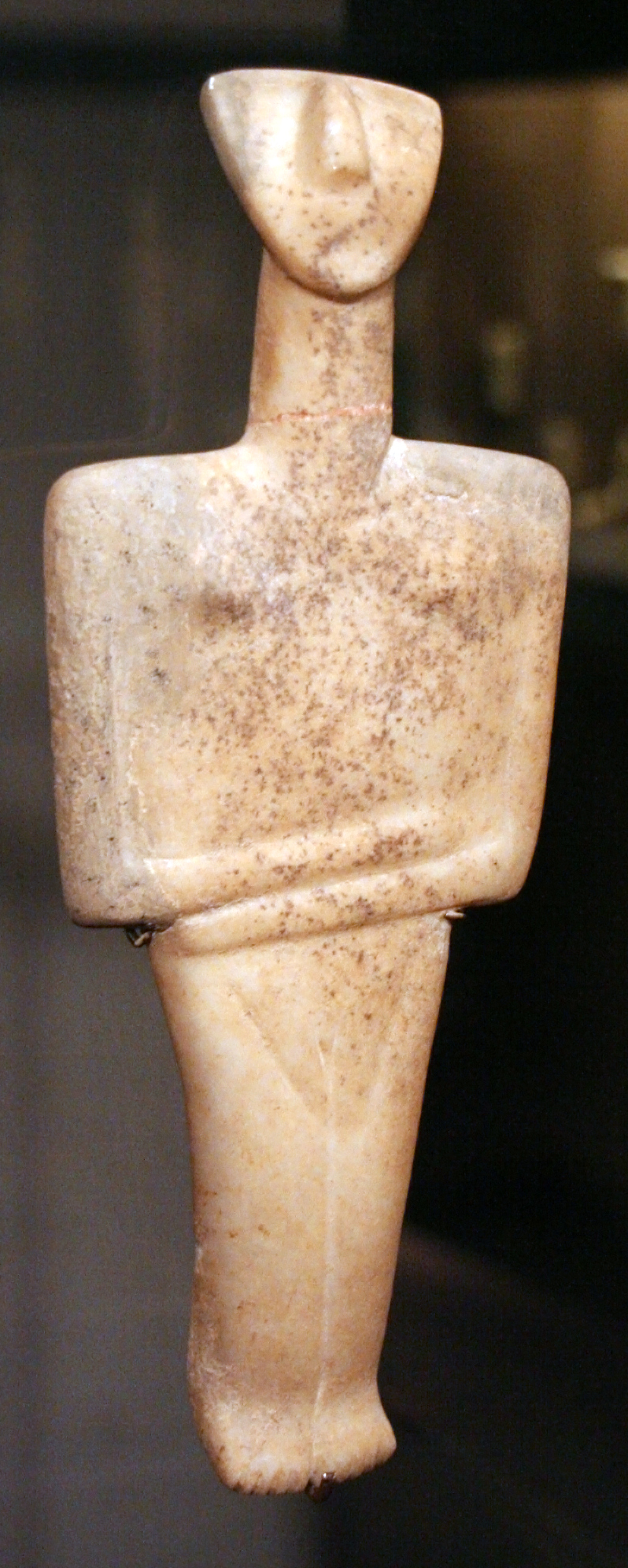
Figura feminina.

Calandriani  (em grego:  Χαλανδριανή) é uma grande necrópole datada do início da Era do Bronze, mais especificamente do período Cicládico Inicial II (cultura Ceros-Syros, 2600-2300 a.C.), e localizada na ilha de Siro, na Grécia. A fortificação pré-histórica de Kastri está localizada a norte de Calandriani. O sítio arqueológico foi escavado por Christos Tsountas em 1898.

## Galeria

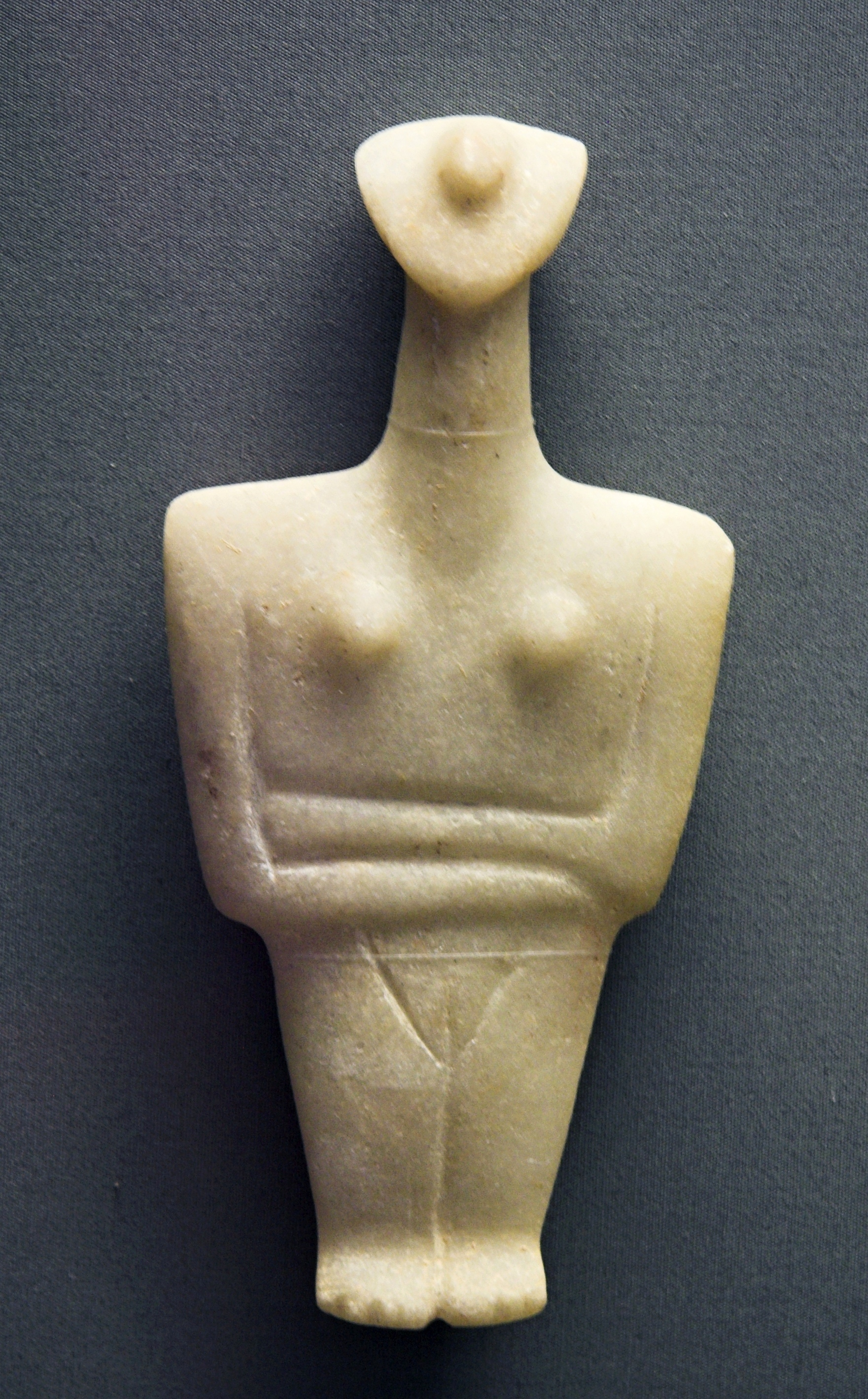
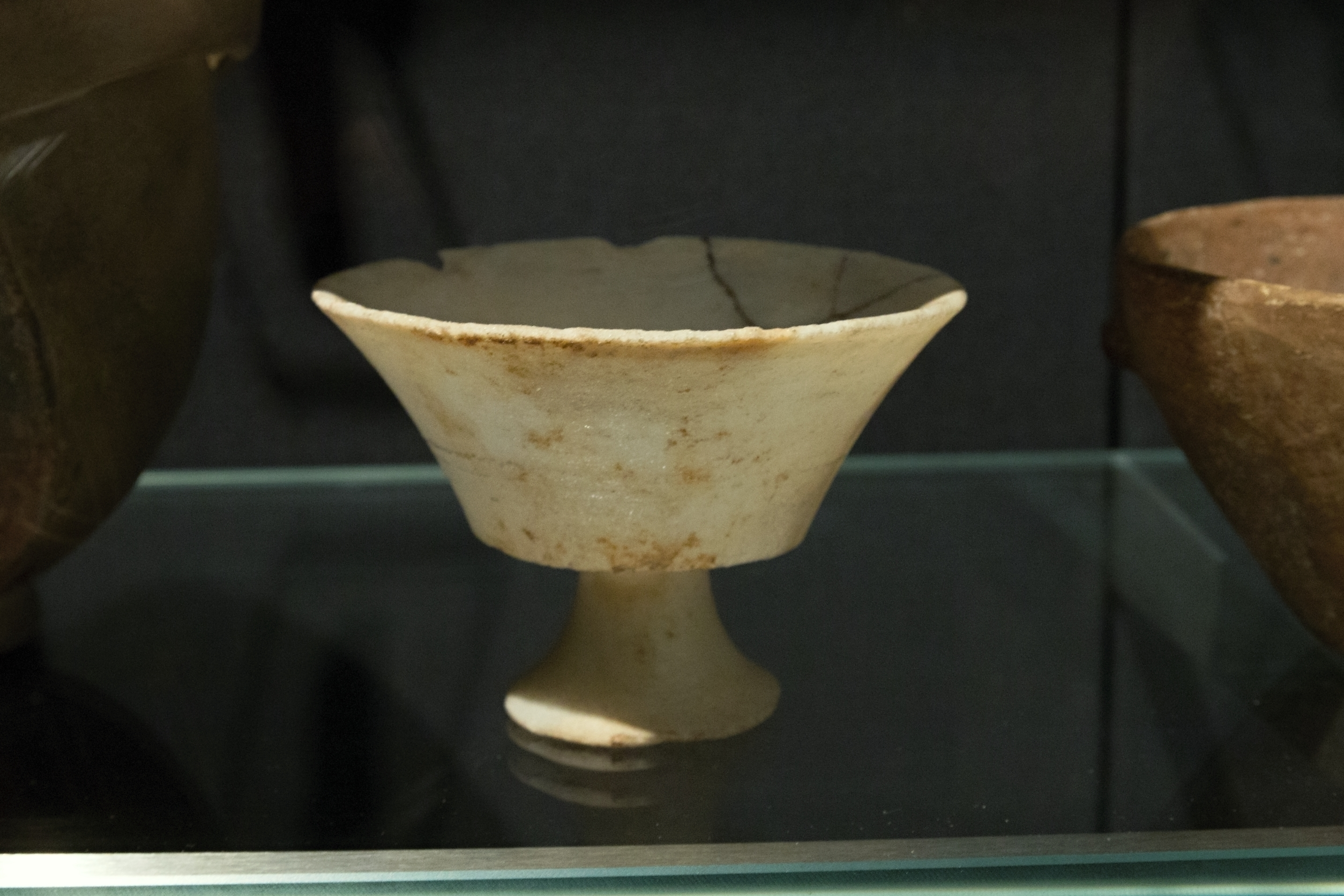
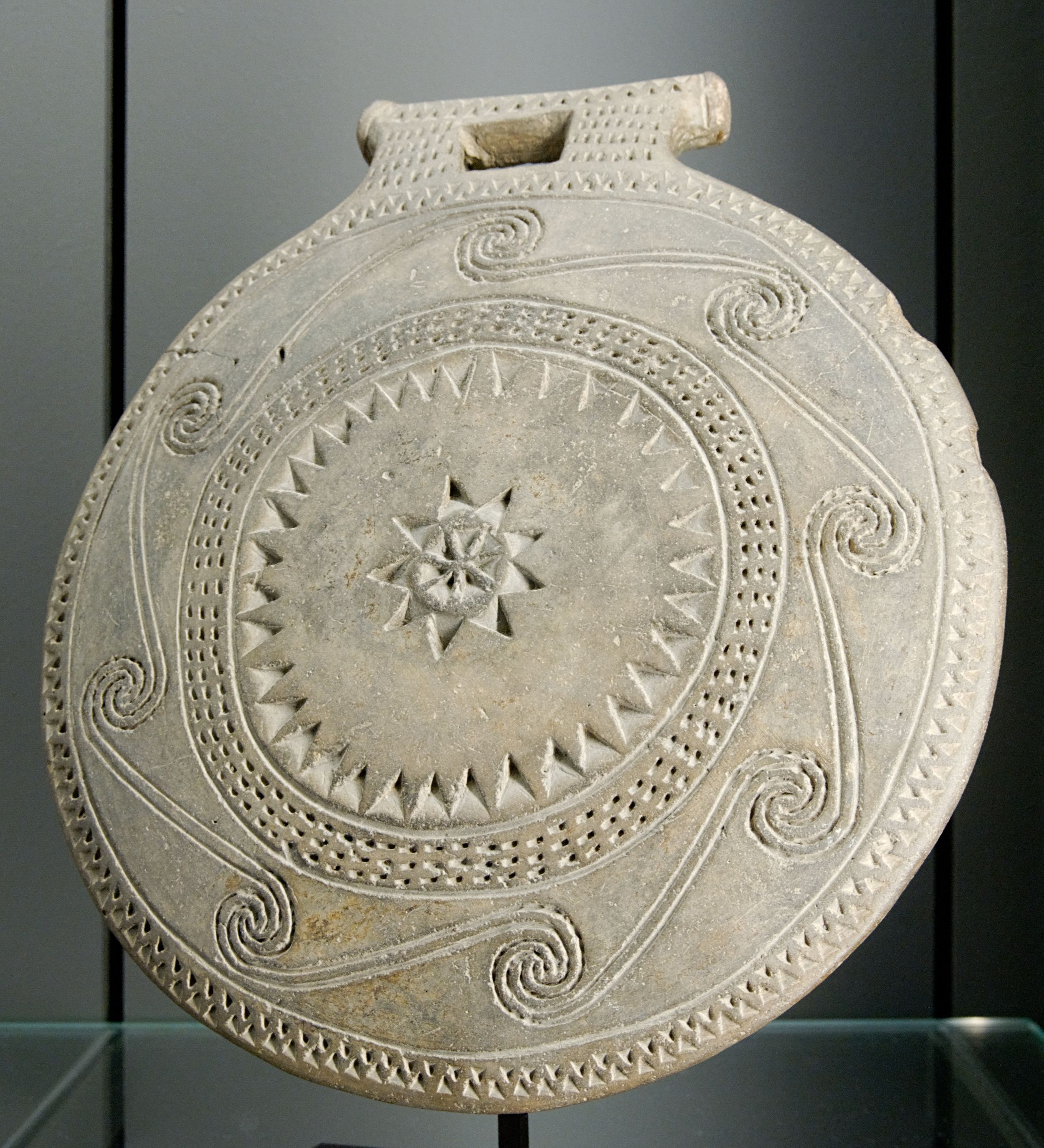
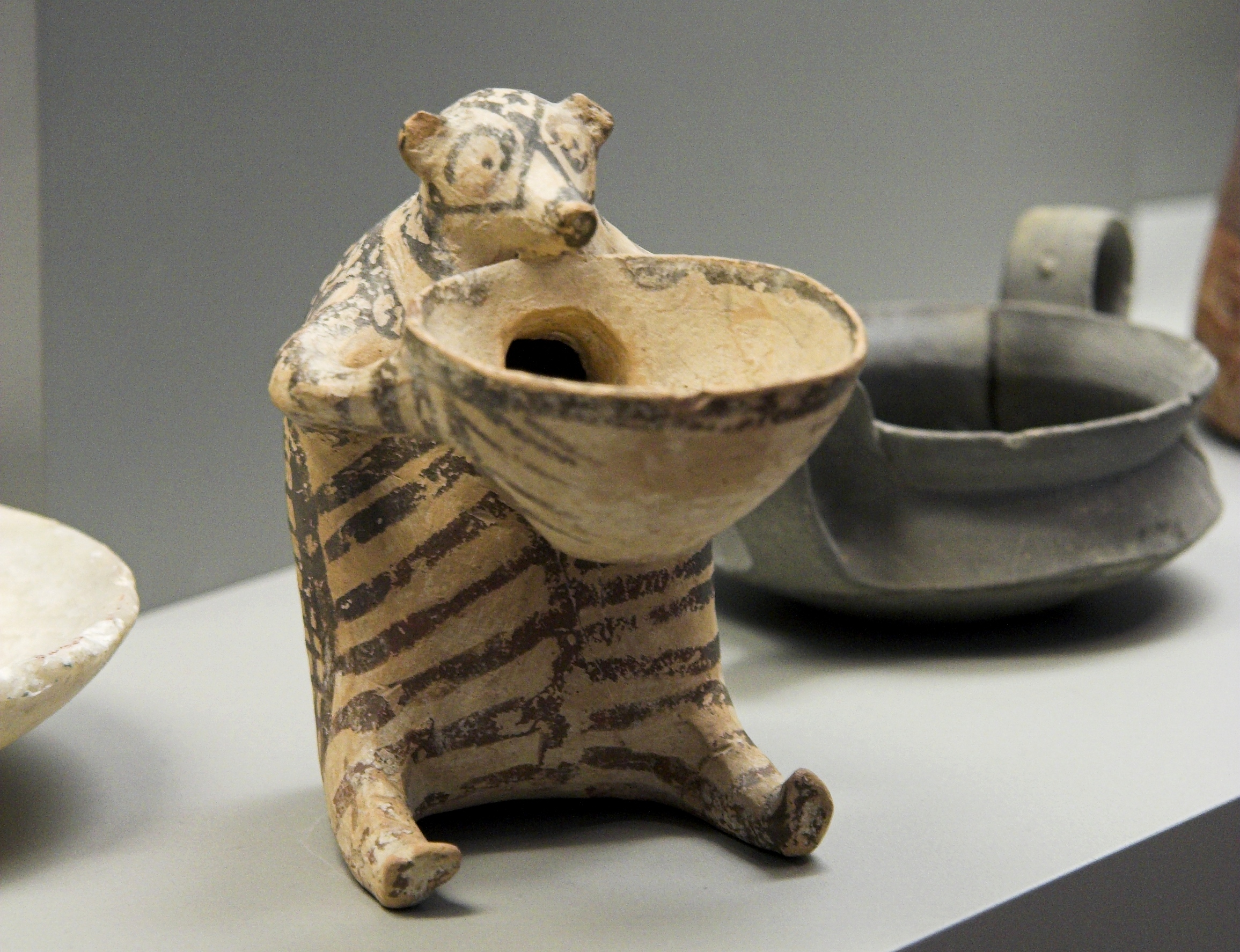

- Este artigo foi inicialmente traduzido, total ou parcialmente, do artigo da Wikipédia em inglês cujo título é «Chalandriani».